# Olympique Gymnaste Club de Nice 1945-1946
Questa voce raccoglie le informazioni riguardanti l'Olympique Gymnaste Club de Nice nelle competizioni ufficiali della stagione 1945-1946.

## Maglie
| Manica sinistra · Manica sinistra · Maglietta · Maglietta · Manica destra · Manica destra · Pantaloncini · Calzettoni |

## Rosa
| N. |                    | Ruolo | Calciatore            |
| -- | ------------------ | ----- | --------------------- |
|    | Francia (bandiera) | P     | Pierre Duffour        |
|    | Francia (bandiera) | P     | Jacques Favre         |
|    | Italia (bandiera)  | P     | Consolato Geria       |
|    | Francia (bandiera) | D     | Robert Costamagna     |
|    | Francia (bandiera) | D     | Jean-Baptiste Deltose |
|    | Francia (bandiera) | D     | Michel Frusta         |
|    | Francia (bandiera) | D     | Félix Guerra          |
|    | Francia (bandiera) | D     | Serge Pedini          |
|    | Francia (bandiera) | D     | Louis Pironi          |
|    | Francia (bandiera) | C     | Antoine Clerc         |
|    | Francia (bandiera) | C     | Jacques Jacquinot     |

| N. |                    | Ruolo | Calciatore       |
| -- | ------------------ | ----- | ---------------- |
|    | Francia (bandiera) | C     | Max Payan        |
|    | Francia (bandiera) | C     | Léon Rossi       |
|    | Francia (bandiera) | C     | Roger Sabena     |
|    | Spagna (bandiera)  | C     | Luis Valle       |
|    | Francia (bandiera) | A     | Paul Baudin      |
|    | Francia (bandiera) | A     | Maurice Castro   |
|    | Francia (bandiera) | A     | François Fassone |
|    | Belgio (bandiera)  | A     | Gaston Plovie    |
|    | Francia (bandiera) | A     | Walter Presch    |
|    | Francia (bandiera) | A     | Paul Sella       |
|    | Spagna (bandiera)  | A     | Joaquín Valle    |